# Lump
Lump is een nummer van de Amerikaanse rockband The Presidents of the United States of America uit 1995. Het is de tweede single van hun titelloze debuutalbum.
"Lump" flopte in Amerika, maar werd op de Britse eilanden, Oceanië, Canada en Frankrijk wel een bescheiden hitje. In Nederland haalde het nummer de 19e positie in de Tipparade, toch werd het er wel een klein radiohitje. 